# Гамбит Понциани
Гамбит Понциани — шахматный дебют, начинающийся ходами: 
 1. e2-e4 e7-e5 
 2. Сf1-c4 Кg8-f6 
 3. d2-d4.
Относится к открытым началам.
Некоторые источники рассматривают гамбит Понциани как разновидность дебюта слона, другие — как продолжение центрального гамбита.
Дебют предложен в XVIII веке итальянским шахматистом Д. Понциани, впоследствии его с переменным успехом применял шотландский мастер Джон Кохрен. В середине XIX века дебют обогатил русский шахматист Сергей Урусов, разработавший гамбитную систему, названную его именем. В дальнейшем гамбит Урусова стал наиболее популярным продолжением дебюта.

## Варианты
- 3. …e5:d4 — основное продолжение.
  - 4. Фd1:d4 Кb8-c6 — сводит игру на схемы в духе центрального дебюта.
  - 4. e4-e5 — ход, рекомендованный К. А. Янишем.
  - 4. Кg1-f3 — см. гамбит Урусова.
- 3. …Кb8-c6
- 3. …Кf6:e4

## Примерная партия
Д. Понциани — NN, Модена, 1769
1. e2-e4 e7-e5 2. Сf1-c4 Кg8-f6 3. d2-d4 e5:d4 4. e4-e5 Фd8-e7 5. Фd1-e2 Кf6-g8 6. Кg1-f3 c7-c5 7. 0-0 Кb8-c6 8. Сc1-g5 f7-f6 9. e5:f6 Фe7:e2 10. f6-f7x